# Schwarzwassertal
Schwarzwassertal är en dal i Österrike.   Den ligger i förbundslandet Tyrolen, i den västra delen av landet, 400 km väster om huvudstaden Wien.
I omgivningarna runt Schwarzwassertal växer i huvudsak blandskog. Runt Schwarzwassertal är det ganska glesbefolkat, med 26 invånare per kvadratkilometer.